# Atli Danielsen
Atli Danielsen (Klaksvík, 15 agosto 1983) è un ex calciatore faroese, di ruolo difensore.